# مستشفى القاهرة الجديدة التخصصي
مستشفى القاهرة الجديدة التخصصي هو مستشفى تخصصي حكومي مصري، يتبع أمانة المراكز الطبية المتخصصة أحد قطاعات وزارة الصحة والسكان، يقع بالتجمع الثالث بمدينة القاهرة الجديدة في محافظة القاهرة، على مساحة 6.5 فدان، أنشأ سنة 2007، واُفتتح رسميًا في 18 يوليو 2009، بلغت الطاقة الاستيعابية للمستشفى سنة 2018 حوالي 70 سرير، و20 سرير عناية مركزة.

## الأقسام والتخصصات
يضم مستشفى القاهرة الجديدة التخصصي العديد من التخصصات الطبية وهي الطوارئ، التخدير، الأسنان، الأنف والأذن والحنجرة، أمراض الصدر، الجلدية والتناسلية، الجهاز الهضمي والكبد، طب المسنين، الكلى والغدد الصماء، الأورام، أمراض القلب، النساء والتوليد، العيون، الأطفال، الأشعة، والمعامل.

## وصلات خارجية
- الصفحة الرسمية للمستشفى على موقع فيس بوك.